# Kanton Céret
Kanton Céret (fr. Canton de Céret) je francouzský kanton v departementu Pyrénées-Orientales v regionu Languedoc-Roussillon. Skládá se ze 14 obcí.

## Obce kantonu
- Céret
- Le Boulou
- Maureillas-las-Illas
- Saint-Jean-Pla-de-Corts
- Reynès
- Banyuls-dels-Aspres
- Le Perthus
- Oms
- Les Cluses
- Montauriol
- Vivès
- Taillet
- L'Albère
- Calmeilles